# Israel af Ström (1821–1904)
Israel Ludvig af Ström, född den 14 augusti 1821 på Djursborg, kyrkobokförd i Hovförsamlingen, Stockholm, död ogift i samma församling den 9 april 1904 i Stockholm, var en svensk hovjägmästare och intendent över Djurgården.

## Biografi
Israel af Ström blev volontär vid hovjägeristaten 1838, student vid Uppsala universitet 1842 och elev vid Skogsinstitutet 1843. År 1845 utexaminerades af Ström, varefter han samma år blev jägmästare i hovjägeristaten och biträdande intendent på Djurgården. af Ström blev intendent över Djurgården 1850, hovjägmästare 1858 och förste hovjägmästare 1886. År 1898 tog af Ström avsked från chefskapet vid Djurgården och efterträddes av hovjägmästaren Fritz Edelstam.
Israel af Ström var styrelseledamot i Svenska trädgårdsföreningen och i Sällskapet för inhemsk silkesodling. Han var ledamot av Djurgårdskommittén och blev 1880 t. f. chef för styrelsen över Djurgården. 
af Ström blev den näst siste intendenten som bebodde hovjägmästarbostället Djursborg, som revs 1913.
Israel af Ström blev adelsman vid äldre broderns, Carl Ferdinand af Ströms, död 1902.

## Familj
Israel Ludvig af Ström var son till Israel af Ström av adelsäten af Ström samt bror till kommerserådet Carl Ferdinand af Ström och ståthållaren Knut Rikard af Ström.

## Publikationer
- Om skogarnas vård och skötsel, Uppsala 1853

## Utmärkelser
- Ledamot av Lantbruksakademien, 1862
- Riddare av Vasaorden, 1862
- Riddare av Nordstjärneorden, 1877
- Kommendör av första klassen av Vasaorden, 1888
- Oscar II:s minnestecken, 1897
- Konungens guldmedalj i kedja, 1897.